# Браничевски управни округ
Браничевски управни округ се налази у источном делу Републике Србије.
Седиште округа је градско насеље Пожаревац, позната раскрсница путева, кроз који и данас воде бројне саобраћајнице. Има укупно 183.625 становника (попис 2011). Према подацима са последњег пописа 2022. године у округу је живело 156.367 становника
Средином XIX века, у време осамостаљивања српске државе, Пожаревац постаје, поред Крагујевца, друга престоница кнеза Милоша Обреновића. Кнез Милош Обреновић је још за живота подигао себи, у Пожаревцу, споменике:
- Саборну цркву (1819. године), конак - дворац (1825. Године)
- нову чаршију (1827. Године) и
- ергелу Љубичево (1860. године).

Културне знаменитости Браничевског округа су:
- Виминацијум, Костолац
- Народни музеј у Пожаревцу (први саграђен након београдског)
- Етно парк Тулба (јединствени музеј у природи)
- Галерија слика Милене Павловић-Барили (познате сликарке и песникиње надреализма)
- Манастири Рукумија, Сестрољин. Туман, Брадача, Заова, Горњак, Витовница, Нимник
- Голубачки Град, СО Голубац
- Краку лу Јордан, с. Волуја СО Кучево

Природне знаменитости Браничевског округа су:
- пећине у СО Кучево: пећина Церемошња, пећина Равништарка, Дубочка пећина, Шевичка пећина
- врело реке Млаве, Жагубица
- Крупајско врело, Крепољин
- Горњачка клисура

Привредни капацитети овог округа концентрисани су у близини градова Пожаревац и Костолац.
Начелник округа је био Горан С. Петровић (одлуком Владе Републике Србије од 28. јуна 2007. године).
Садашњи начелник округа је Александар Ђокић (постављен Решењем Владе РС број 119-8806/2013 од 16.10.2013. године)

## Територијална организација
Браничевски управни округ чини један град и седам општина:
| Грб                       | Општина/град              | Седиште           | Површина (km²) | Становништво (2022) | Број насеља |
| ------------------------- | ------------------------- | ----------------- | ----------- | ------------------- | ----------- |
|                           | Пожаревац                 | Пожаревац         | 477         | 68.648              | 27          |
|                           | Велико Градиште           | Велико Градиште   | 344         | 15.455              | 26          |
|                           | Голубац                   | Голубац           | 367         | 6.599               | 24          |
|                           | Жабари                    | Жабари            | 264         | 9.261               | 15          |
|                           | Жагубица                  | Жагубица          | 760         | 9.712               | 18          |
|                           | Кучево                    | Кучево            | 721         | 11.806              | 26          |
|                           | Мало Црниће               | Мало Црниће       | 269         | 8.986               | 19          |
|                           | Петровац на Млави         | Петровац на Млави | 655         | 25.900              | 34          |
| Браничевски управни округ | Браничевски управни округ | Пожаревац         | 3.857       | 156.367             | 189         |

## Демографија
Према последњем попису становништва из 2022. у Браничевском управном округу живело је 156.367 становника што је за 27.258 мање (-14,84%) у односу на попис из 2011. године када је било 183.625 становника. Етничку већину чине Срби, а од мањина издвајају се Власи, Роми и Румуни.
| Етнички састав према попису из 2022.‍ | Етнички састав према попису из 2022.‍ | Етнички састав према попису из 2022.‍ | Етнички састав према попису из 2022.‍ | Етнички састав према попису из 2022.‍ |
| ------------------------------------ | ------------------------------------ | ------------------------------------ | ------------------------------------ | ------------------------------------ |
|                                      |                                      |                                      |                                      |                                      |
| Срби                                 | Срби                                 |                                      | 130.250                              | 83,30%                               |
| Власи                                | Власи                                |                                      | 8.040                                | 5,14%                                |
| Роми                                 | Роми                                 |                                      | 4.625                                | 2,96%                                |
| Румуни                               | Румуни                               |                                      | 809                                  | 0,52%                                |
| Југословени                          | Југословени                          |                                      | 212                                  | 0,14%                                |
| Македонци                            | Македонци                            |                                      | 200                                  | 0,13%                                |
| Хрвати                               | Хрвати                               |                                      | 123                                  | 0,08%                                |
| Црногорци                            | Црногорци                            |                                      | 106                                  | 0,07%                                |
| Мађари                               | Мађари                               |                                      | 88                                   | 0,06%                                |
| Муслимани                            | Муслимани                            |                                      | 79                                   | 0,05%                                |
| Бугари                               | Бугари                               |                                      | 56                                   | 0,04%                                |
| Руси                                 | Руси                                 |                                      | 48                                   | 0,03%                                |
| Словенци                             | Словенци                             |                                      | 48                                   | 0,03%                                |
| Албанци                              | Албанци                              |                                      | 39                                   | 0,02%                                |
| Остали                               | Остали                               |                                      | 593                                  | 0,38%                                |
| Регионално                           | Регионално                           |                                      | 56                                   | 0,04%                                |
| Неизјашњени                          | Неизјашњени                          |                                      | 2.746                                | 1,76%                                |
| Непознато                            | Непознато                            |                                      | 8.249                                | 5,28%                                |
| Укупно156.367                        |                                      |                                      |                                      |                                      |